# Carl Macek
Carl F. Macek (21 de septiembre de 1951-17 de abril de 2010) fue un guionista, director y productor televisivo estadounidense que realizó numerosas adaptaciones de anime al idioma inglés durante las décadas de 1980 y 1990. Su trabajo es considerado como valioso por haber despertado el interés de los espectadores estadounidenses por la animación japonesa.

## Carrera

### Primeros años y educación
Estudió en la Universidad Estatal de Fullerton en California, donde trabajó de bibliotecario, en la sección de cultura popular.

### Robotechy Harmony Gold USA
En 1985, Carl F. Macek consiguió notoriedad pública como productor y guionista de la influyente serie animada Robotech, la cual produjo para los estudios Harmony Gold USA. Robotech es considerada como una de las producciones animadas responsables de despertar el interés por el anime tanto en Norteamérica como a nivel internacional. Macek quiso producir una secuela para Robotech, titulada como Robotech II: The Sentinels, pero su proyecto fue cancelado. Mientras estaba en Harmony Gold, Macek también produjo la serie Captain Harlock and the Queen of a Thousand Years, una combinación dispar entre las series de anime Space Pirate Captain Harlock y Queen Millennia).

### Carrera posterior
En 1988 Macek fundó (junto a Jerry Beck) la compañía Streamline Pictures, una compañía dedicada a la importación, doblaje y distribución de animación japonesa . Junto a él estuvieron los escritores que trabajaron en la producción de Robotech, siendo los más notables Steve Kramer, Tom Wyner, Gregory Snegoff y Ardwight Chamberlain, también experimentados actores de doblaje. Streamline Pictures fue una de las primeras compañías estadounidenses en incursionar de manera exitosa en el negocio del anime. Dentro de los títulos lanzados por Streamline Pictures están: Lensman, Robot Carnival, Doomed Megalopolis, Twilight of the Cockroaches, Crying Freeman, Wicked City,  el doblaje original en inglés de El castillo en el cielo, la película Hokuto no Ken, Akira, El castillo de Cagliostro, y El misterio de Mamo. Para 1993, Streamline Pictures distribuía su anime a través de Orion Pictures, la cual compró a Streamline en 1996. Ambas compañías ya no existen.

## La naturaleza mestiza deRobotech
En el año 1983 Tatsunoko y Studio Nue produjeron una serie animada de 36 episodios llamada The Super Dimension Fortress Macross. El éxito que tuvo esta serie animada en Japón llamó la atención de la Compañía Harmony Gold USA y de Carl Macek, los cuales quisieron transmitir la serie en Estados Unidos. 
Sin embargo, Macek y Harmony Gold no pudieron producir la serie de forma íntegra, pues en aquel entonces, para que una serie pudiera ser televisada en Estados Unidos se requería un mínimo de 65 episodios (trece semanas con cinco episodios por semana) y Macross tenía menos episodios de los requeridos (36), pues en Japón se transmite solo un episodio por semana.
Con el objetivo de conseguir la suma de episodios requerida, Macek y el equipo de Harmony Gold tomaron la serie The Super Dimension Fortress Macross y la combinaron con otras dos series animadas japonesas totalmente diferentes a Macross y entre sí: Super Dimensional Cavalry Southern Cross y Genesis Climber MOSPEADA. El equipo de producción editó el contenido de estas tres series, editó sus diálogos, cambiaron nombres de personajes y de máquinas y crearon un argumento adaptado de forma tal que estas tres series, diferentes las tres entre sí, tuvieran una conexión argumental lógica. Esta adaptación de tres series fue bautizada como Robotech y se convertiría en la obra más conocida de Macek.

## Legado en el mundo del anime
Macek se ha convertido en una figura objeto de controversia en el mundo del anime. Los animes doblados por Streamline Pictures fueron los primeros en ser transmitidos por cable y en estar disponibles en vídeo en EE. UU. Con el paso de los años, el trabajo de Macek ha ganado tanto defensores como detractores. Aunque Macek tiene el crédito de haber dado a conocer el anime en Norteamérica, sus reescrituras, ediciones y fusiones de series distintas entre sí (particularmente de la saga Robotech) enfurecieron a los fanáticos de las series originales editadas por Macek. A día de hoy, la fanaticada del anime se mantiene dividida entre el aprecio y el odio hacia su trabajo.

## Otros trabajos
- Productor de Captain Harlock and the Queen of a Thousand Years, serie que fue resultado de la unión de diferentes series japonesas.

- Guionista para la serie de animación C.O.P.S..

- Escribió la adaptación animada para el cómic Lady Death.

## Muerte
Según el sitio oficial de Robotech, sufrió un ataque cardíaco fatal cuando asistía a un concierto junto a su esposa.